# Holiday autos
 (août 2012).
Si vous disposez d'ouvrages ou d'articles de référence ou si vous connaissez des sites web de qualité traitant du thème abordé ici, merci de compléter l'article en donnant les références utiles à sa vérifiabilité et en les liant à la section « Notes et références ».
Holiday autos est un courtier en location de voitures créé à Londres en 1987 permettant de comparer les offres des loueurs de voiture partout dans le monde.
En mars 2003, le groupe lastminute.com rachète le groupe holiday autos permettant ainsi à la location de voitures de rejoindre le leader européen du voyages et des loisirs en ligne.
En juillet 2005 Sabre Holdings Corporation annonce l’acquisition de lastminute.com plc par Travelocity Europe Limited. 